# 金惠仙
金惠仙（1969年9月28日—），韓國女演員。常見錯譯有金惠善、金慧善、金慧渲等。

## 演出作品

### 電視劇
- 1987年：MBC《藍色教室（朝鲜语：푸른교실 (1987년 드라마)）》飾演 末淑
- 1987年：KBS《愛是開花的樹（朝鲜语：사랑이 꽃피는 나무）》
- 1988年：MBC《閒中錄（朝鲜语：한중록 (드라마)）》飾演 淑儀文氏
- 1989年：MBC《幸福的女人（朝鲜语：행복한 여자 (1989년 드라마)）》
- 1990年：KBS《破天舞（朝鲜语：파천무 (1990년 드라마)）》飾演 雪莉
- 1991年：KBS《秋花冬木（朝鲜语：가을꽃 겨울나무）》
- 1991年：MBC《另一種幸福（朝鲜语：또 하나의 행복）》
- 1991年：KBS《就像蠟燭（朝鲜语：촛불처럼 타다）》飾演 美代子
- 1991年：KBS《瀝青 我的家鄉（朝鲜语：아스팔트 내 고향）》飾演 林基珠（青年）
- 1992年：SBS《薔薇庭院（朝鲜语：장미정원 (드라마)）》飾演 李惠蘭
- 1992年：SBS《冠村隨筆（朝鲜语：관촌수필 (드라마)）》
- 1993年：MBC《走到天邊（朝鲜语：걸어서 하늘까지 (드라마)）》飾演 林智淑
- 1993年：SBS《所謂活著（朝鲜语：산다는 것은）》飾演 洪淑表
- 1993年：SBS《親愛的其他人（朝鲜语：친애하는 기타 여러분）》飾演 河順南
- 1994年：SBS《我想要幸福（朝鲜语：행복하고 싶어요）》飾演 蔡雲熙
- 1994年：KBS《人們的土地（朝鲜语：인간의 땅 (드라마)）》飾演 張智愛
- 1995年：KBS《看日出時所發生的事（朝鲜语：해맞이에서 생긴 일）》飾演 宋美蘭
- 1997年：KBS《母愛的河（朝鲜语：모정의 강）》飾演 徐明珠
- 1998年：SBS《三金時代（朝鲜语：삼김시대 (드라마)）》飾演 尹惠羅
- 1998年：MBC《為了愛情（朝鲜语：사랑을 위하여 (1998년 드라마)）》飾演 姜善京
- 1998年：SBS《愛也好恨也好（朝鲜语：미우나 고우나 (1998년 드라마)）》飾演 李河娜
- 1999年：KBS《你（朝鲜语：당신 (1999년 드라마)）》飾演 劉順藝
- 1999年：MBC《美智子（朝鲜语：미찌꼬 (드라마)）》
- 1999年：SBS《請品嚐一下味道（朝鲜语：맛을 보여드립니다 (드라마)）》飾演 順南
- 2000年：MBC《白痴王子（朝鲜语：온달 왕자들）》飾演 周善薇
- 2001年：KBS《明成皇后》飾演 秋月
- 2001年：SBS《父與子（朝鲜语：아버지와 아들 (2001년 드라마)）》飾演 惠淑
- 2002年：MBC《隨你心意做（朝鲜语：네 멋대로 해라 (드라마)）》飾演 美善
- 2002年：MBC《Remember（朝鲜语：리멤버 (드라마)）》飾演 崔美蘭
- 2002年：MBC《孟家的全盛時代（朝鲜语：맹가네 전성시대）》飾演 劉正華
- 2002年：KBS《女高同窗生（朝鲜语：여고 동창생 (2002년 드라마)）》飾演 徐敏貞
- 2003年：MBC《大長今》飾演 朴明伊
- 2003年：MBC《沙漠之泉（朝鲜语：사막의 샘）》
- 2004年：MBC《天生緣分》
- 2004年：KBS《愛情的條件》飾演 美善
- 2004年：MBC《花王仙女》飾演 傅容樺
- 2004年：SBS《土地（朝鲜语：토지 (2004년 드라마)）》飾演 月仙
- 2005年：SBS《鑽石的眼淚（朝鲜语：다이아몬드의 눈물）》飾演 蘇在嶺
- 2006年：KBS《家有七公主》飾演 羅得七
- 2007年：SBS《大老婆的反擊》飾演 韓福秀
- 2009年：MBC《給我飯》飾演 趙英心
- 2010年：MBC《同伊》飾演 鄭尚宮
- 2011年：SBS《新妓生傳》飾演 韓順德
- 2011年：MBC《階伯》飾演 乙女
- 2011年：SBS《偉大禮物（朝鲜语：위대한 선물）》飾演 亨秀
- 2011年：SBS《如果明日來臨》飾演 金順靜
- 2012年：MBC《馬醫》飾演 仁宣王后
- 2012年：KBS《加油，金先生！》飾演 洪海淑
- 2013年：KBS《恩熙》飾演 韓貞玉
- 2013年：JTBC《她的神話》飾演 禹陶英
- 2013年：KBS《乘著歌聲的愛情》飾演 尹芝瑛
- 2014年：SBS《清潭洞醜聞》飾演 姜福熙
- 2015年：KBS《青鳥之家》飾演 李貞愛
- 2015年：MBC Drama《我的遺憾男友》飾演 智娜母
- 2016年（拍攝）：中國《我的男神》飾演 林慧
- 2016年：SBS《我們的甲順》飾演 呂詩奈
- 2017年：MBC《訓長吳純南》飾演 龍善珠
- 2017年：SBS《Bravo My Life》飾演 崔敏京
- 2018年：MBC《秘密與謊言》飾演 韓珠媛
- 2019年：SBS《可疑的岳母》飾演 王秀珍
- 2019年：MBC《全都是孔多利》（特別出演）
- 2021年：KBS《Okay！光姐妹》飾演 吳枳子
- 2022年：TV朝鮮《紅氣球》飾演 高金雅
- 2024年：KBS《美女與純情男》飾演 洪愛嬌

### 電影
- 1986年：《跳舞的女兒（朝鲜语：춤추는 딸）》飾演 貞熙
- 1987年：《打鼓的女人（朝鲜语：북치는 여자）》飾演 花粉
- 1989年：《哈巴狗的回憶（朝鲜语：발바리의 추억）》飾演 美娜
- 1991年：《載著兔子的潛水艇（朝鲜语：토끼를 태운 잠수함）》飾演 金美雅
- 1992年：《復仇血戰（朝鲜语：복수혈전 (영화)）》飾演 仁惠
- 1992年：《兒子與情人（朝鲜语：아들과 연인 (1992년 영화)）》飾演 嘉熙
- 1993年：《為愛歡呼（朝鲜语：참견은 노 사랑은 오예）》飾演 崔老師
- 1993年：《華嚴經（朝鲜语：화엄경 (영화)）》飾演 伊連
- 1994年：《不能接吻的男人（朝鲜语：키스도 못하는 남자）》飾演 都道惠
- 2006年：《突然有一天之黑暗森林（朝鲜语：어느날 갑자기 네 번째 이야기 - 죽음의 숲）》飾演 金善雅（客串）
- 2011年：《完美搭檔（朝鲜语：완벽한 파트너）》飾演 明熙淑